# Пам'ятки культурної спадщини Байковецької громади
У статті наведений перелік об'єктів культурної спадщини Байковецької громади Тернопільського району Тернопільської области України.

## Пам'ятки археології
| №  | Назва                                                    | Дата | Адреса | Охоронний номер | Документ про взяття на облік |
| -- | -------------------------------------------------------- | --- | --- | --------------- | --- |
| 1  | Поселення Байківці І                                     | давньоруський час (Х-ХІІІ ст.) | с. Байківці, урочище “Поле біля хутора”, знаходиться у північних околицях села, на пологих південних схилах правого берега р. Гніздична                           | 2785            | Наказ управління культури обласної державної адміністрації від 18.10.2005 № 112                                                                                                |
| 2  | Поселення Байківці ІІ                                    | трипільська культура (IV-кінець ІІІ тис. до н. е.) | с. Байківці, північні околиці села,на пологих південно-західних схилах лівого берега р. Гніздична, урочище Поле                                                   | 2787            | Розпорядження Представника Президента України у Тернопільській області від 25.06.1992 № 148                                                                                    |
| 3  | Поселення Байківці ІІІ                                   | висоцька культура (ХІ-VI ст. до н. е.), давньоруський час (ХІІ – ХІІІ ст.) | с. Байківці, південно-східні околиці села | 1225            | Рішення виконкому Тернопільської обласної ради від 14.07.1989 № 162 |
| 4  | Поселення Байківці IV                                    | висоцька культура (ХІ-VI ст. до н. е.) | с. Байківці, урочище Поле біля ліска | 2786            | Рішення виконкому Тернопільської обласної ради від 14.07.1989 № 162 |
| 5  | Поселення Байківці V                                     | рання залізна доба (І тис. до н. е.) | Смиковецька сільська рада, невисокий лівий дерег р. Гніздична, 2 км на південь від с. Байківці, на полі, північніше хутора, урочище Біля Хутора                   | 1227            | Рішення виконкому Тернопільської обласної ради від 14.07.1989 № 162 |
| 6  | Поселення Байківці VI                                    | епоха бронзи – рання залізна доба (І тис. до н. е.); давньоруський час (ХІІ – ХІІІ ст.) | с. Байківці, північні околиці села, лівий берег р. Гніздечна, 70 м на північний захід від сільської школи                                                         | 1694            | Наказ управління культури обласної державної адміністрації від 27.01.2010 № 16                                                                                                 |
| 7  | Поселення Байківці VII                                   | давньоруський час (ХІІ – ХІІІ ст.) | с. Байківці, північні околиці села, правий берег р. Гніздечна, 1 км на південь від мосту на трасі Тернопіль - Кременець                                           | 1723            | Наказ управління культури обласної державної адміністрації від 27.01.2010 № 16                                                                                                 |
| 8  | Поселення Байківці VIII                                  | черняхівська культура (ІІІ- IV ст. н. е.) | с. Байківці, центральна частина села, лівий берег р. Гніздична | 1826            | Наказ управління культури обласної державної адміністрації від 09.02.2012 № 14                                                                                                 |
| 9  | Стоянка та поселення Дубівці І                           | пізній палеоліт (40-10 тис. років тому), рання залізна доба (І тис. до н. е.) | с. Дубівці, поле біля кар’єру | 2821            | Розпорядження Представника Президента України у Тернопільській області від 25.06.1992 № 148                                                                                    |
| 10 | Стоянка та поселення Дубівці ІІ                          | пізній палеоліт (40-10 тис. років тому), черняхівська культура (ІІІ- IV ст. н. е.); давньоруський час (Х, ХІІ - ХІІІ ст.)                                                                                      | с. Дубівці, урочище Вороняча Скалка | 1239            | Рішення виконкому Тернопільської обласної ради від 14.07.1989 № 162 |
| 11 | Поселення Дубівці ІІІ                                    | рання залізна доба (І тис. до н. е.); черняхівська культура (ІІІ- IV ст. н. е.); райковецька культура (VIII-IX ст), давньоруський час (ХІІ - ХІІІ ст.)                                                         | с. Дубівці, на відстані 1 км на південний захід від південних околиць села, 500 м на захід від кам'яного кар'єру                                                  | 1466            | Наказ управління культури обласної державної адміністрації від 27.01.2010 № 16                                                                                                 |
| 12 | Поселення Дубівці IV                                     | рання залізна доба (І тис. до н.е.); черняхівська культура (ІІ-IV ст. н.е.). | с. Дубівці, Південно-східна частина села, на мисі утвореним балкою та правим берегом р. Гніздична                                                                 | 2026            | Наказ департаменту культури, релігій та національностей обласної державної адміністрації від 15.05.2014 .№ 76-од                                                               |
| 13 | Поселення Жовтневе І                                     | черняхівська культура (ІІІ- IV ст. н. е.) | с. Соборне (Жовтневе), урочище Поплави | 2825            | Розпорядження Представника Президента України у Тернопільській області від 25.06.1992 № 148                                                                                    |
| 14 | Курган Жовтневе ІІ                                       | не датовано | с. Соборне (Жовтневе), урочище “Могила”, на південний захід від села                                                                                              | 2824            | Наказ управління культури обласної державної адміністрації від 18.10.2005 № 112                                                                                                |
| 15 | Поселення Жовтневе ІІІ                                   | черняхівська культура (ІІІ- IV ст. н. е.); давньоруська культура (ХІІ – ХІІІ ст.) | с. Жовтневе, ІІ надзаплавна тераса лівого берега р. Гнізна, урочище «Ципель»                                                                                      | 1799            | Наказ управління культури обласної державної адміністрації від 24.03.2011 № 36                                                                                                 |
| 16 | Поселення Курники І                                      | західно-подільська група скіфського часу (ІІ пол. VII – V (можливо IV) ст. до н. е.), черняхівська культура (ІІІ- IV ст. н. е.), райковецька культура (кінець VII – ІХ ст.), давньоруський час (Х-ХІІІ ст.)    | с. Курники, урочище Поле за Дзендзелем | 2835            | Розпорядження Представника Президента України у Тернопільській області від 25.06.1992 № 148                                                                                    |
| 17 | Поселення Курники ІІ                                     | рання залізна доба (І тис. до н. е.), черняхівська культура (ІІІ- IV ст. н. е.) | с. Курники, урочище 3а Штрикою | 2837            | Розпорядження Представника Президента України у Тернопільській області від 25.06.1992 № 148                                                                                    |
| 18 | Стоянка Курники ІІІ                                      | мезоліт (кінець ІХ-VI тис. до н. е.) | с. Курники, урочище Ліщина, лівий берег р. Гніздичної | 2838            | Розпорядження Представника Президента України у Тернопільській області від 25.06.1992 № 148                                                                                    |
| 19 | Поселення Курники IV                                     | рання залізна доба (І тис. до н. е.) | с. Курники, урочище Лиса Гора | 2836            | Розпорядження Представника Президента України у Тернопільській області від 25.06.1992 № 148                                                                                    |
| 20 | Поселення Курники V                                      | рання залізна доба (І тис. до н. е.), давньоруський час (Х-ХІІІ ст.) | с. Курники, урочище Під Бондарихою | 2834            | Розпорядження Представника Президента України у Тернопільській області від 25.06.1992 № 148                                                                                    |
| 21 | Поселення Лозова І                                       | рання залізна доба (І тис. до н. е.), черняхівська культура (ІІІ- IV ст. н. е.), давньоруський час (ХІІ-ХІІІ ст.)                                                                                              | с. Лозова, урочище Під ланом | 2839            | Рішення виконкому Тернопільської обласної ради від 14.07.1989 № 162 |
| 22 | Поселення Лозова ІІ                                      | бронза –рання залізна доба (І тис. до н. е.) | с. Лозова, урочище “Поле вище лісозахисної смуги”, лівий берег р. Гніздична                                                                                       | 2841            | Наказ управління культури обласної державної адміністрації від 18.10.2005 № 112                                                                                                |
| 23 | Поселення Лозова ІІІ                                     | бронза – рання залізна доба (І тис. до н. е.) | с. Лозова, лівий берег р. Гніздична, на схід від залізничної зупинки                                                                                              | 2842            | Наказ управління культури обласної державної адміністрації від 18.10.2005 № 112                                                                                                |
| 24 | Поселення Лозова IV                                      | бронза – рання залізна доба (І тис. до н. е.) | с. Лозова, урочище “Біля старого цвинтаря”, правий берег р. Гніздична                                                                                             | 2840            | Наказ управління культури обласної державної адміністрації від 18.10.2005 № 112                                                                                                |
| 25 | Поселення Охримівці І                                    | рання залізна доба (І тис. до н. е.) | с. Охримівці, урочище За ставом | 2351            | Розпорядження Представника Президента України у Тернопільській області від 25.06.1992 № 148                                                                                    |
| 26 | Поселення Охримівці ІІ                                   | черняхівська культура (кін. ІІ- поч. V ст. н. е.) | с. Охримівці, урочище За рікою | 2352            | Рішення виконкому Тернопільської обласної ради від 14.07.1989 № 162 |
| 27 | Курган Романівка І                                       | не датовано | с. Романівка, урочище Могила, за лісом, на відстані 1 км на південний захід від села, північніше від кургану розміщені над ставком дачі                           | 2860            | Рішення виконкому Тернопільської обласної ради від 14.07.1989 № 162 |
| 28 | Поселення Романівка ІІ                                   | рання залізна доба (І тис. до н. е.) | с. Романівка, на південь від села, лівий берег р. Качава | 2858            | Наказ управління культури обласної державної адміністрації від 18.10.2005 № 112                                                                                                |
| 29 | Поселення Романівка ІІІ                                  | бронза – рання залізна доба (І тис. до н. е.) | с. Романівка, південні околиці села, лівий берег р. Качава | 2859            | Наказ управління культури обласної державної адміністрації від 18.10.2005 № 112                                                                                                |
| 30 | Поселення Романівка IV                                   | культура Ноа (XVI-ХІІІ ст. до н.е.) | с. Романівка, північні околиці села. Між шосе та струмком | 1894            | Наказ управління культури обласноїдержавної адміністрації від 29.10.2012 № 149                                                                                                 |
| 31 | Поселення Романівка V                                    | рання залізна доба (І тис. до н.е.); черняхівська культура (III-IV ст. н.е.); давньоруський час (ХІІ-ХІІІ ст.н.е.); пізнє середньовіччя (XVI – XVII ст. н. е.)                                                 | с. Романівка, ділянка розташована в північній околиці села, на схилі пагорба, в північно-східному напрямку від церкви, на лівому березі притоки до річки Теребна. | 2032            | Наказ департаменту культури, релігій та національностей ОДА від 18.05.2015 № 61                                                                                                |
| 32 | Могильник грунтовий Романівка VI                         | черняхівська культура (IV-V ст. н. е.) | с. Романівка, урочище Біля церкви, південна частина села, на садибах Волинця та Ягоди та на церковному подвір'ї, правий берег р. Качава (притока Гнізни)          | Не присвоєно    | Рішення виконкому Тернопільської обласної ради від 14.07.1989 № 162 |
| 33 | Грунтовий могильник Романове Село І                      | черняхівська культура (ІІІ- IV ст. н. е.) | с. Романове Село, територія кладовища, північні околиці села | Не присвоєно    | Рішення виконкому Тернопільської обласної ради від 14.07.1989 № 162 |
| 34 | Поселення Романове Село ІІ                               | давньоруський час (ХІІ – ХІІІ ст.) | с. Романове Село, урочище За городами, західні околиці села, правий берег р. Качави                                                                               | 2355            | Наказ управління культури обласної державної адміністрації від 18.10.2005 № 112                                                                                                |
| 35 | Поселення та могильник Стегниківці І                     | бронза-рання залізна доба (І тис. до н. е.), комарівська культура (XV-XII ст. до н. е.); висоцька культура (ХІ-VI ст. до н. е.); черняхівська культура (ІІІ- IV ст. н. е.); давньоруський час (ХІІ – ХІІІ ст.) | с. Стегниківці, урочище За ставами | 2866            | Розпорядження Представника Президента України у Тернопільській області від 25.06.1992 № 148                                                                                    |
| 36 | Стоянка Стегниківці ІІ                                   | пізній палеоліт (40-10 тис. років тому), мезоліт (кінець ІХ-VI тис. до н. е.) | с. Стегниківці, урочище “Поле за лісом”, лівий берег р. Гніздична                                                                                                 | 2867            | Наказ управління культури обласної державної адміністрації від 18.10.2005 № 112                                                                                                |
| 37 | Поселення Стегниківці ІІІ                                | давньоруський час (ХІ-ХІІІ ст.) | с. Стегниківці, урочище Поле, біля ставу | 2868            | Розпорядження Представника Президента України у Тернопільській області від 25.06.1992 № 148                                                                                    |
| 38 | Поселення Ступки І                                       | бронзова доба (ІІ тис. до н. е.) | с. Ступки, південно-східні околиці, урочище Під Дубиною | 2869            | Рішення виконкому Тернопільської обласної ради від 14.07.1989 № 162 |
| 39 | Могильник Чернелів-Руський І                             | черняхівська культура (ІІІ-IV ст.) | с. Чернелів-Руський, урочище Могилки | 4338-Тр         | Рішення виконкому Тернопільської обласної ради від 14.07.1989 № 162, Наказ Міністерства культури України від 03.02.2010 № 58/0/16-10 (у редакції від 16.06.2011 № 453/0/16-11) |
| 40 | Могильник Чернелів-Руський ІІ                            | давньоруський час (Х-ХІІІ ст.) | с. Чернелів-Руський, урочище Могилки | 2873            | Рішення виконкому Тернопільської обласної ради від 22.03.1971 № 147 |
| 41 | Поселення Чернелів-Руський ІІІ                           | рання залізна доба (І тис. до н. е.); давньоруський час (Х-ХІІІ ст.) | с. Чернелів-Руський, урочище “Загорода”, правий берег р. Гнізна                                                                                                   | 2875            | Наказ управління культури обласної державної адміністрації від 18.10.2005 № 112                                                                                                |
| 42 | Поселення Чернелів-Руський IV                            | черняхівська культура (ІІІ- IV ст. н. е.) | с. Чернелів-Руський, правий берег р. Гнізна, біля тракторної бригади, 200 м на схід від могильника                                                                | 2872            | Наказ управління культури обласної державної адміністрації від 18.10.2005 № 112                                                                                                |
| 43 | Могильник Чернелів-Руський V                             | поморська культура (кінець IV – ІІ ст. до н. е.) | с. Чернелів-Руський, північні околиці села, урочище “Могилки”, на захід від черняхівського могильника                                                             | 2871            | Наказ управління культури обласної державної адміністрації від 18.10.2005 № 112                                                                                                |
| 44 | Поселення Чернелів-Руський VI                            | рання залізна доба (І тис. до н. е.) | с. Чернелів-Руський, урочище “Квандри”, лівий берег р. Гнізна | 2874            | Наказ управління культури обласної державної адміністрації від 18.10.2005 № 112                                                                                                |
| 45 | Поселення Чернелів-Руський VII                           | культура Ноуа (XVI-ХІІІ ст. до н.е.) | с. Чернелів-Руський, північна частина села, на правому березі р. Гнізна, північний-схід від мосту                                                                 | 1958            | Наказ департаменту культури, релігій та національностей обласної державної адміністрації від 15.05.2014 № 76-од                                                                |
| 46 | Стоянка та поселення Шляхтинці І (Гніздички І у Ситника) | мезоліт (кінець ІХ-VI тис. до н. е.); рання залізна доба (І тис. до н. е.) | с. Шляхтинці, 800 м від східних околиць села, лівий берег р. Гніздечна                                                                                            | 2879            | Розпорядження Представника Президента України у Тернопільській області від 25.06.1992 № 148                                                                                    |
| 47 | Стоянка Шляхтинці ІІ                                     | пізній палеоліт (40-10 тис. років тому) | с. Шляхтинці, урочище Поле біля Сосонок | 2880            | Розпорядження Представника Президента України у Тернопільській області від 25.06.1992№ 148                                                                                     |
| 48 | Поселення Шляхтинці ІІІ                                  | західно-подільська група скіфського часу (ІІ пол. VII – V (можливо IV) ст. до н. е.) | с. Шляхтинці, південні околиці села, урочище Поле | 2881            | Розпорядження Представника Президента України у Тернопільській області від 25.06.1992 № 148                                                                                    |
| 49 | Поселення Шляхтинці IV                                   | пшеворська культура (римський етап) (ІІІ ст. до н. е. – V ст. н. е.); давньоруський час (Х-ХІІІ ст.) | с. Шляхтинці, на схід від села, лівий берег р. Гніздична, на мисі, утвореному двома балками, між річкою та дорогою Тернопіль-Кременець                            | 1282            | Наказ управління культури обласної державної адміністрації від 27.01.2010 № 16                                                                                                 |

## Пам'ятки архітектури
| №  | Назва                           | Дата      | Адреса                   | Охоронний номер | Документ про взяття на облік                                         |
| -- | ------------------------------- | --------- | ------------------------ | --------------- | -------------------------------------------------------------------- |
| 1. | Церква Святої Трійці (мур.)     | 1674 р.   | с. Шляхтинці (Гніздичка) | 1925            | розпорядження Представника Президента України від 22.02.1993 р. № 58 |
| 2. | Костел (мур.)                   | XVIII ст. | с. Байківці              | 230             | рішення Тернопільського ОВК від 25.01.1989 № 15                      |
| 3. | Церква cв. Михаїла (мур.)       | 1924 р.   | с. Курники               | 1924            | розпорядження Представника Президента України від 22.02.1993 р. № 58 |
| 4. | Костел cв. Анни (мур.)          | 1736 р.   | с. Соборне (Жовтневе)    | 1927            | розпорядження Представника Президента України від 22.02.1993 р. № 58 |
| 5. | Церква Різдва Христового (мур.) | 1899 р.   | с. Ступки                | 1032            | розпорядження Представника Президента України від 22.02.1993 р. № 58 |
| 6. | Покровська церква (мур.)        | 1912 р.   | с. Чернелів Руський      | 1926            | розпорядження Представника Президента України від 22.02.1993 р. № 58 |

## Пам'ятки історії
| №  | Назва                                                                                             | Дата                        | Адреса                                                                                   | Охоронний номер | Документ про взяття на облік                                                                        |
| -- | ------------------------------------------------------------------------------------------------- | --------------------------- | ---------------------------------------------------------------------------------------- | --------------- | --------------------------------------------------------------------------------------------------- |
| 1  | Пам’ятний знак воїнам-землякам, які загинули в роки Другої світової війни                         | 1965 р.                     | с. Романове село                                                                         | 309             | Рішення виконкому Тернопільської обласної ради від 12.06.1978 р. № 286                              |
| 2  | Пам’ятний знак воїнам-землякам, які загинули в роки Другої світової війни                         | 1974 р.                     | с. Байківці, вул. Січових Стрільців, 73                                                  | 693             | Рішення виконкому Тернопільської обласної ради від 12.06.1978 р. № 286                              |
| 3  | Пам’ятний знак воїнам-землякам, які загинули в роки Другої світової війни                         | 1969 р.                     | с. Дубівці, центр                                                                        | 575             | Рішення виконкому Тернопільської обласної ради від 22.03.1971 р. № 147                              |
| 4  | Пам’ятний знак воїнам-землякам, які загинули в роки Другої світової війни                         | 1969 р.                     | с. Романівка, біля кладовища                                                             | 584             | Рішення виконкому Тернопільської обласної ради від 22.03.1971 р. № 147                              |
| 5  | Пам'ятне місце подвигу Героя Радянського Союзу Пігорєва Миколи Григоровича                        | 1975 р.                     | с. Романівка, польова дорога на с. Ходачків, 200 м від останньої вулиці села, біля мосту | 701             | Рішення виконкому Тернопільської обласної ради від 12.06.1978 р. № 286                              |
| 6  | Пам’ятний знак воїнам-землякам, які загинули в роки Другої світової війни                         | 1985 р.                     | с. Стегниківці, біля школи                                                               | 993             | Рішення виконкому Тернопільської обласної ради від 26.08.1986 р. № 250                              |
| 7  | Братська могила воїнів Радянської армії                                                           | 1952 р.                     | с. Ступки                                                                                | 585             | Рішення виконкому Тернопільської обласної ради від 22.03.1971 р. № 147                              |
| 8  | Пам’ятний знак (хрест) на честь скасування панщини                                                | 1991 р.                     | с. Ступки, Тернопільська, 70                                                             | 4385-Тр         | Наказ Міністерства культури України від 23.01.2012 р. № 51                                          |
| 9  | Пам'ятний знак (надгробна плита (стела) з написом латинською мовою) "Чолганський камінь"          | 2-га пол. XVI ст.           | с. Чернелів-Руський, біля господарського двору, 30 м від дороги                          | 3236            | Наказ управління культури Тернопільської обласної державної адміністрації від 27.01.2010 р. № 16    |
| 10 | Могила видатного громадського діяча, священика, бджоляра Михалевича Миколи                        | 1922 р.                     | с. Чернелів-Руський, кладовище, північний бік, 50 м від дороги                           | 1885            | Розпорядження Представника Президента України в Тернопільській області від 25.06.1992 р. № 148      |
| 11 | Пам’ятний знак воїнам-землякам, які загинули в роки Другої світової війни                         | 1985 р.                     | с. Шляхтинці                                                                             | 991             | Рішення виконкому Тернопільської обласної ради від 26.08.1986 р. № 250                              |
| 12 | Братська могила воїнів Української Повстанської Армії сотні «Бурлаки» (5 чол.)                    | Перепоховані з лісу 1995 р. | с. Шляхтинці, кладовище, за селом в бік с. Лозова                                        | 3238            | Наказ управління культури Тернопільської обласної державної адміністрації від 27.01.2010 р. № 16    |
| 13 | Братська могила (близько 120 осіб) поляків, які трагірно загинули в ніч з 28 на 29 грудня 1944 р. | 2007 р.                     | с. Шляхтинці, кладовище, за селом в бік с. Лозова                                        | 3276            | Наказ управління культури Тернопільської обласної державної адміністрації від 05.03.2013 р. № 26-од |
| 14 | Пам'ятний знак до 60-річчя депортації жителів Надсяння, Підляшшя, Холмщини у Західну Україну      | 2005 р.                     | с. Соборне, біля сільської ради, напроти будинку культури                                | 3232            | Наказ управління культури Тернопільської обласної державної адміністрації від 27.01.2010 р. № 16    |

## Пам'ятки монументального мистецтва
| № | Назва | Дата          | Адреса                                     | Охоронний номер | Документ про взяття на облік |
| - | --- | ------------- | ------------------------------------------ | --------------- | --- |
| 1 | Скульптура св. Яна Непомука                                                                                            | 1862 р.       | с. Охримівці, північно-східна околиця села | 4482-Тр (3282)  | Наказ департаменту культури, релігій та національностейТернопільської обласної державної адміністрації від 15.05.2014 р. № 76-од, Наказ Міністерства культури України від 18.04.2017 р. № 323 |
| 2 | Пам’ятник українській письмениці Лесі Українці                                                                         | 1972 р.       | с. Романове Село                           | 904             | Рішення виконкому Тернопільської обласної ради від 12.06.1978 р. № 286 |
| 3 | Пам’ятник поету, письменнику, художнику Шевченку Тарасу Григоровичу                                                    | 2002 р        | с. Байківці, центр, біля сільської ради    | 1875            | Наказ управління культури Тернопільської обласної державної адміністрації від 18.10.2005 р. № 112                                                                                             |
| 4 | Пам’ятник видаткому громадському діячу, священику, бджоляру Михалевичу Миколі                                          | 2001 р.       | с. Чернелів-Руський, біля церкви           | 1886            | Наказ управління культури Тернопільської обласної державної адміністрації від 18.10.2005 р. № 112                                                                                             |
| 5 | Пам’ятник - історику, літературознавцю, публіцисту, педагогу, громадському діячеві Барвінському Олександру Григоровичу | 23.10.2005 р. | с. Шляхтинці, біля школи                   | 3237            | Наказ управління культури Тернопільської обласної державної адміністрації від 27.01.2010 р. № 16                                                                                              |